# Collin Samuel
Collin Samuel, né le 27 août 1981 à North Manzanilla (Trinité-et-Tobago), est un footballeur trinidadien. Il joue au poste d'attaquant avec l'équipe de Trinité et Tobago.

## Carrière

### En équipe nationale
Il a débuté avec l'équipe de Trinité et Tobago des moins de 20 ans, en 2001. 
Il a eu sa première cape le 8 décembre 2001.
Il a disputé la Gold Cup (CONCACAF) en 2002 et 2005.
Samuel participe à la coupe du monde 2006 avec l'équipe de Trinité et Tobago.

## Palmarès
Falkirk
- Division One
  - Champion (1) : 2003

 Dundee United
- Coupe d'Écosse
  - Finaliste : 2005

 Saint Johnstone
- Division One
  - Champion (1) : 2009